# Skaterhockey-Oberliga 1987
Die Saison 1987 ist die 2. Spielzeit der Skaterhockey-Oberliga (auch Westdeutsche Oberliga, WOL), in der ein Deutscher Meister ermittelt wird. Ausrichter ist die Fachsparte Skaterhockey (FSH) im Deutschen Rollsport-Bund. Der Vorjahreszweite Bullskater Düsseldorf setzte sich als neuer Deutscher Meister vor Titelverteidiger SCC Deutzer Haie durch. Die Saison war geprägt von der Ausgliederung der bisherigen Teams des RSC Rheinland in eigenständige Vereine.

## Teilnehmer
| Klub                  | Standort   | Vorjahr              |
| --------------------- | ---------- | -------------------- |
| SCC Deutzer Haie      | Köln       | Deutscher Meister    |
| HC Köln-West          | Köln       | 3.                   |
| Kölner SC Vingst      | Köln       | 4.                   |
| Bullskater Düsseldorf | Düsseldorf | 2.                   |
| RSC Lichtenbroich     | Düsseldorf | 6.                   |
| Düsseldorf Rams       | Düsseldorf | 2. der Rheinlandliga |
| 1. SHC Essen          | Essen      | 5.                   |
| Bonner Bullen         | Bonn       | 7.                   |
| Crash Eagles Kaarst   | Kaarst     | 1. der Rheinlandliga |

## Modus
Die Oberliga geht mit neun Mannschaften an den Start. Jede Mannschaft trifft in Hin- und Rückspiel sowie in einem Spiel auf neutralem Platz auf jede andere Mannschaft. Für einen Sieg gibt es zwei Punkte, für ein Unentschieden einen Punkt. Bei Punktgleichheit zum Ende der Hauptrunde entscheidet der direkte Vergleich über die Rangfolge. Die Mannschaft, die die Saison auf dem ersten Platz beendet, ist Deutscher Meister. Die Mannschaften auf den Rängen acht und neun steigen ab.

## Tabelle
|    | Mannschaft            | Sp | Tore    | +/- | P     |
| -- | --------------------- | -- | ------- | --- | ----- |
| 1. | Bullskater Düsseldorf | 24 | 157:070 | +87 | 42:06 |
| 2. | SCC Deutzer Haie      | 24 | 179:088 | +91 | 39:09 |
| 3. | Kölner SC Vingst      | 24 | 154:118 | +36 | 30:18 |
| 4. | Düsseldorf Rams       | 24 | 145:116 | +29 | 26:22 |
| 5. | HC Köln-West          | 24 | 158:138 | +20 | 26:22 |
| 6. | 1. SHC Essen          | 24 | 113:154 | −41 | 16:32 |
| 7. | Crash Eagles Kaarst   | 24 | 096:151 | −55 | 16:32 |
| 8. | RSC Lichtenbroich     | 24 | 106:175 | −69 | 13:35 |
| 9. | Bonner Bullen         | 24 | 069:167 | −98 | 08:40 |

## Aufsteiger
Aus der Verbandsliga steigen der SHC Flingern als Meister der Staffel Niederrhein und der SHC Erftstadt als Meister der Staffel Mittelrhein auf. Der notwendige dritte Aufsteiger wurde in einem Entscheidungsspiel ermittelt. Die TG Münster gewann gegen den SHC Köln mit 14:7 und steigt damit ebenfalls auf. Der SHC Köln entstand aus dem Zusammenschluss der Teams Köln-Mülheim und Köln-Dünnwald im RSC Rheinland. 1988 erfolgte die Neugründung als Kölner SC Hawks.

## Ausgliederung
Während der Saison gründeten sich die bisherigen Teams im RSC Rheinland als eigenständige Vereine neu und übernahmen den jeweiligen Platz in der Oberliga:

RSC Rheinland Köln/Team Vingst → Kölner SC Vingst

RSC Rheinland Köln/Team West → HC Köln-West

RSC Rheinland Bonn → Bonner Bullen
Bereits während der Saison 1986 aber mit Vollzug erst zum 1. Januar 1987 wurde aus dem RSC Rheinland Köln/Team Deutz der SCC Deutzer Haie.

## Rückzug
Nach der Saison zog sich der 1. SHC Essen in die Verbandsliga zurück.

## Pokalsieger
Im Endspiel um den Deutschen Inline-Skaterhockey-Pokal 1987 gewann der SHC Flingern am 6. Februar 1988 gegen die Düsseldorf Rams in Köln-Vingst mit 10:8 nach Verlängerung.